# Metopocoilus rojasi
Metopocoilus rojasi là một loài bọ cánh cứng trong họ Cerambycidae.